# Hurmajärvi (Fredrikshamn, Kymmenedalen, Finland)
Hurmajärvi eller Hurma är en sjö i Finland. Den ligger i kommunen Fredrikshamn i landskapet Kymmenedalen, i den södra delen av landet, 140 km nordost om huvudstaden Helsingfors. Hurmajärvi ligger 69 meter över havet. I omgivningarna runt Hurmajärvi växer i huvudsak barrskog. Arean är 35,5 hektar och strandlinjen är 4,64 kilometer lång. Sjön  ingår i Vehkajokis huvudavrinningsområde. 